# Silfidele (balet)

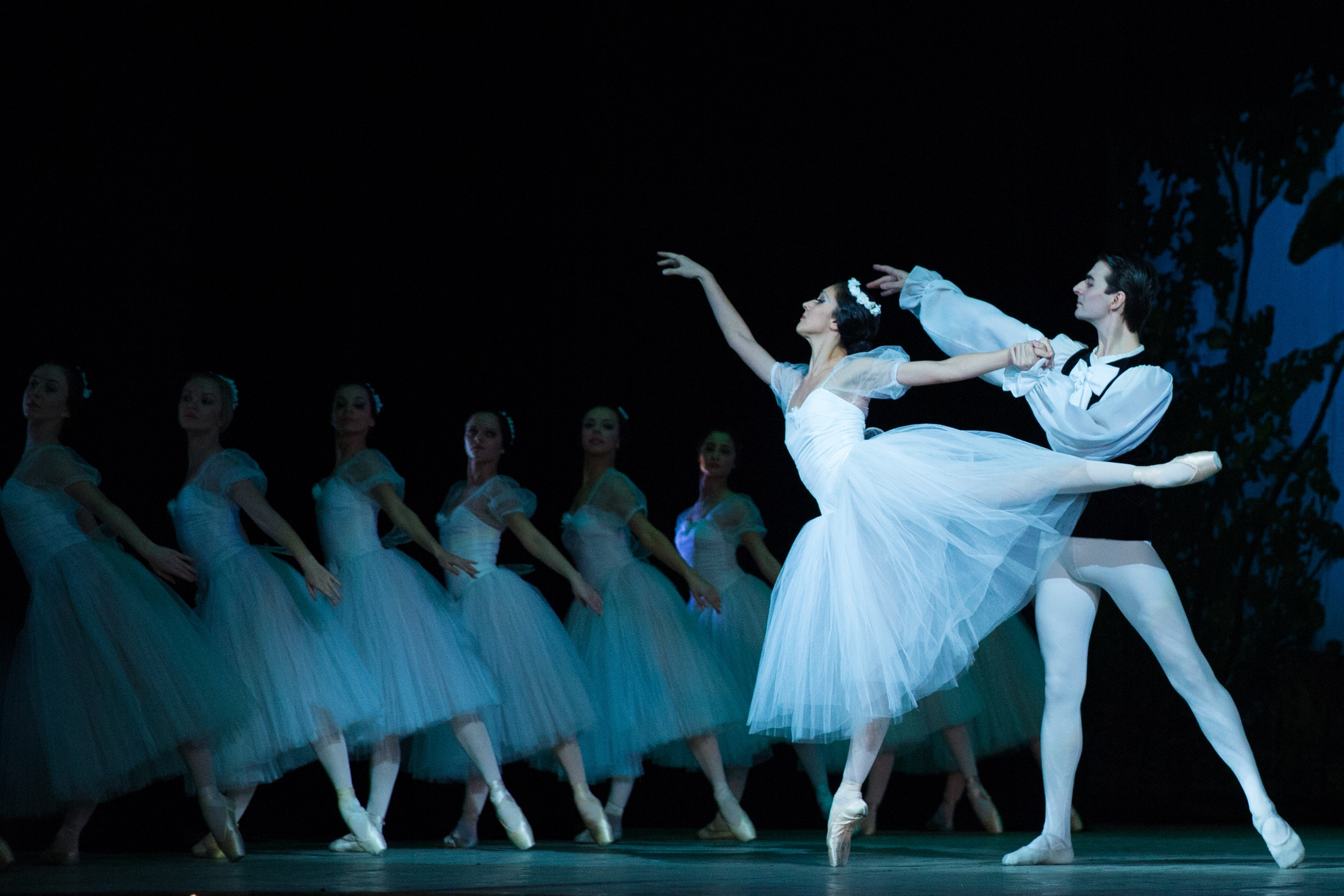
Scenă din baletul Silfidele

Silfidele, sau Chopiniana (titlul original: în franceză Les Sylphides) , este un ballet blanc într-un singur act de coregraful Mihail Fokin, care a avut premiera la 2 iunie 1909. A fost creat special pentru compania de operă și balet Ballets russes, principalii interpreți de la premiera din Paris fiind Tamara Karsavina⁠(d), Anna Pavlova și Vaslav Nijinsky⁠(d). Muzica baletului este compoziția omonimă pentru pian a lui Frédéric Chopin, orchestrată de Alexandr Glazunov.

## Rezumat
Subiectul baletului este subtil conturat: un tânăr visător zărește în pădure chipuri de silfide atrăgătoare. Atmosfera creată este romantică, pătrunsă de visuri tinerești și de idealuri iluzorii. O nostalgie abia deslușită se îmbină cu starea de euforie la hotarul visului și al realității. 

## Muzica
Orchestrația este alcătuită din următoarele piese:
1. Poloneza în la major – uvertură (orchestrația de Aleksandr Glazunov);
2. Nocturnă în la bemol major Op. 32, nr. 2 – ansamblu Pas de trois (orchestrația Max Keller);
3. Vals în sol bemol major Op. 70, nr. 1 – variațiuni solistice (orchestrația M. Keller);
4. Mazurca în do major Op. 33, nr. 2 – (orch. M. Keller);
5. Mazurca în re major Op. 67, nr. 3 – numere solistice, variațiuni (orch. M. Keller);
6. Preludiu în la major Op. 28, nr. 7 – variațiuni solistice (orch. M. Keller);
7. Vals în do diez minor Op. 64, nr. 2 – Pas de deux (orch. A. Glazunov);
8. Vals în mi bemol major Op. 18, nr. 1 – soliști și ansamblu final (orch. M. Keller);

În 1936, Roy Douglas a compus o altă orchestrație, această formă fiind mai bine cunoscută astăzi.

## Trivia
Pentru premieră coregraful a găsit cea mai reușită distribuție, părțile principale fiind interpretate de Anna Pavlova. În anul 1909, spectacolul Chopiniana reușește să cucerească Parisul în timpul primelor spectacole ale „Ballets russes”.

În creația lui Frédéric Chopin, valsurile (aproximativ 20) reprezintă un adevărat tezaur al artei interpretative la pian. Marile valsuri strălucitoare, de exemplu, îi sugerează ascultătorului o atmosferă de bal mascat. Altele sunt pătrunse de un amplu și admirabil lirism, în care se resimte cu o finețe rară multitudinea stărilor lăuntrice ale ființei umane. Fiind diversificate prin conținut, toate valsurile se remarcă prin frumusețea, generozitatea, eleganța și grațiozitatea melodiilor. Aceste calități au atras atenția personalităților din lumea baletului. Astfel a apărut spectacolul de balet Chopiniana, creat de coregraful Michel Fokine,. care a valorificat muzica valsurilor genialului compozitor Frédéric  Chopin.